# الأميرة والنهر
الأميرة والنهر هو أول فيلم رسوم متحركة عراقي. مستوحى من قصة من قصص وأساطير ما قبل التاريخ في بلاد وادي الرافدين. وهو من إنتاج عام 1982 من قبل التلفزيون العراقي المركز العربي للأفلام المتحركة اما التصاميم والرسوم فجرى انتاجها في جمهورية ألمانيا الشرقية.

## القصة
يحكي قصة الفيلم عن ملك مملكة لكش ولديه ثلاث بنات اولمينا واورمينا وسوناني بعد أن أصبح طاعناً في السن وأصبح غير قادر على الحراك بسبب المرض وقد انتشرت الفوضى في بلاد ما بين النهرين يوصي بناته الثلاث في لحظاته الأخيرة بان توحد بلاد ما بين النهرين فيوصي بالعرش لابنته الكبرى أولمينا ولكن لكي تتربع اولمينا على عرش البلاد يجب عليها ان تذهب في ليلة اكتمال القمر إلى معبد نانا إلهة القمر الموجود في مدينة اور وهو بعيد جداً عن لكش كما ان المدن الموجودة بين لكش ومدينة اور هي في حالة حروب وفوضى فالأمر خطير لمن أراد الذهاب إلى المعبد لكن الوزير اثرهسيس أكد للأميرة بأن المدن ستتوقف عن القتال لان الحُكام سيتوجهون إلى المعبد لتقديم الثناء لإلهة القمر في الأيام الحرام تتوجه أولمينا للمعبد وتقابل اينانفادا كبيرة كهان المعبد أمام حشود حُكام مدن ما بين النهرين وتسألها عن الطريقة التي تجعلها حاكمة لمملكة لكش فتخبرها الكاهنة عن المهمات التي يجب على اولمينا ان تتخطاها تبدا اولمينا التدريب وتستعد ليوم الاحتفال الذي تظهر فيه براعتها في الرماية والتصويب وبعد الاحتفال واجتماع الأخوات في المنصة الملكية يظهر شاب مختبئ خلف الستار فتغضب منه اولمينا واورمينا وتخاطبه سوناني بلطف، ثم يأتي يوم الاختبار ومواجهة العقبات فتقوم اولمينا بتجهيز نصف جيش المملكة لمساعدتها وبذلك تخالف قوانين المعبد وتبدا اولمينا بالمهمة الأولى لكنها تخسر..
- المهمة الأولى:

السباحة من الضفة إلى الضفة وتحذرها من تنين المياه.
- المهمة الثانية:

عبور صحراء الموت وتسلق الجبال الجرداء وتحذرها من شمس النهار
و رياح الصقيع.
- المهمة الثالثة:

الدخول إلى الغابة الذهبية والتقاط تفاحة الياقوت من فوق شجرة الأولوبو.
وتحذرها من الأفعى الفضية وطير الزون
و لا يسمح لأحد بمساعدتها باستثناء حاكم من الحكام، ثم ينتقل الحكم للاخت الوسطى اورمينا ولكنها أيضاً تخسر، فينتقل الأمر إلى الاخت الصغرى سوناني التي تنجح فيما بعد وتصبح المكلة على المدينة.

## الشخصيات
- ارميناUr-mina

الابنة الكبرى وهي فتاة أشبه بالصبيان تعتمد على قوتها وهي سريعة وبارعة في السباحة.
- اورنينا Ur-nina

وتعني باللغة السمرية عبدة أو خادمة اللاله نينا - نينا هي ربه سومرية مختصة بتفسير الأحلام. البنت الوسطى وهي متعجرفة كشقيقتها الكبرى وهي الأذكى بين أخواتها لديها أسد يرافقها دائماً اسمه بيلي.
- سوناني Sunani

الأخت الصغرى وهي فتاة طيبة ولطيفه تحب اختيها وتعامل الجميع بلطف لديها قرد شقي اسمه اوبار.
- اتارهسيس atar-hasis

ويعني باللغة الاكدية ـ البابلية والاشورية ـ شديد الذكاء.
هو الوزير العاقل والحكيم وهو من يوجه الفتيات في مهمتهم لكن الأختين الكبيرتين لا يطيعان ما يقول ويعاملانه بقسوة.
- اينانبادا e-nin-pa-da

ويعني اسمها باللغة السومرية مختارة المعبد.
كبيرة الكهان في معبد الهة القمر وهي المكلفة بتعليم الأمراء كيف يصبحون حكاماً كما هي التقاليد.
- الفتـى الشاب

شاب فلاح من مدينة لكش كان أول لقاء له بسوناني في منصة الأمراء.
- نارام

معنى اسمه بالغة الاكدية هو الذي يحب. ملك مملكة نفر الشقيقة لمملكة لكش ولكن مملكتيهما في حروب دائمة. وهو شاب بارد الأعصاب.

## فريق العمل
- المنتج المنفذ والاشراف العام والاخراج: فيصل الياسري
- سيناريو: جون بالمر
- الأصوات: سعد أردش، خليل الرفاعي، لينا الباتع، علي المفيدي، إبراهيم الصلال، طارق عبد اللطيف، أسامة الروماني، فتحية عبد النبي، عصمت محمود، نور الهدى، صبري عبد الناصر الزاير، ياسر أبو الجبين، مسافر عبد الكريم، علي جمعة.
- تصوير: كولن لنون
- مونتاج: نانسي دافنبوزت
- تصميم الشخصيات: ايان مكنزي، الكس نيكلاوس، فلين لوفيت، ستيفوس بابانتونيو، غانور مدلين.
- الرسوم الخاصة: باوليت ليديل، سيلينا باتمان.
- رسوم الخلفيات: بفرلي مكنمارا، جيري لين، سنغيتو بورغ، بيني جان جيك.
- التحريك: سوي بيل، جون هيل، فيك جونسون، دون ماكتون، وولي ميكاتي، كرس مينوس، ستان وولكر، ميلان زهورسكي، بيترا ستمان، باول مارون، هنري نفيل.
- الموسيقى: ريشارد بودين
- الاخراج الموسيقي: بيلي بيرتون
- إخراج وتصميم الرسوم المتحركة: باول مكارم
- إنتاج وتوزيع: تلفزيون الجمهورية العراقية - المركز العربي لافلام التحريك
- إدارة الإنتاج: ستوديوهات API سدني، والتر هاكر، جون اريكسين

## وصلة خارجية
- الأميرة والنهر على موقع IMDb (الإنجليزية)
- الأميرة والنهر على موقع قاعدة بيانات الفيلم (الإنجليزية)
- الأميرة والنهر على موقع ليتربوكسد (الإنجليزية)
- الأميرة والنهر على موقع كينوبويسك (الروسية)